# Bäretswil
Bäretswil é uma comuna da Suíça, no Cantão Zurique, com cerca de 4.437 habitantes. Estende-se por uma área de 22,23 km², de densidade populacional de 200 hab/km². Confina com as seguintes comunas: Bauma, Fischenthal, Hinwil, Hittnau, Pfäffikon, Wetzikon.
A língua oficial nesta comuna é o Alemão.